# Sudogodskij rajon
Il Sudogodskij rajon (in russo Судогодский район?) è un rajon dell'Oblast' di Vladimir, nella Russia europea, il cui capoluogo è Sudogda. Istituito il 10 aprile 1929, il rajon ricopre una superficie di 2.300 chilometri quadrati ed ospita una popolazione di circa 40.000 abitanti.